# Eminence (Missouri)
La ville d'Eminence est le siège du comté de Shannon, situé dans l'État du Missouri, aux États-Unis. Lors du recensement de 2010, elle comptait 600 habitants.